# Deven Green
Deven Green, född 31 januari 1975, är en kanadensisk komiker, skådespelare och musiker. Hon spelar den kristna satirfiguren Mrs. Betty Bowers (vanligen med tillägget: America's Best Christian™), som huvudsakligen framträder på sin dedikerade Youtubekanal. Greens satir omfattar även samtida nordamerikansk politik.